# Helmuth Lohner
Helmuth Lohner (ur. 24 kwietnia 1933 w Wiedniu, zm. 23 czerwca 2015 tamże) – austriacki aktor i reżyser.

## Życiorys
Początkowo ukończył kurs grawerski oraz pobierał prywatne lekcje gry aktorskiej. W 1952 zadebiutował w lokalnym teatrze w Baden. W tym samym okresie grywał również na deskach teatru w Klagenfurcie. W latach 1953–1963 pracował dla Theater in der Josefstadt, a gościnnie grając w Burgtheater. Wziął udział w festiwalu w Salzburgu. W 1955 zadebiutował na dużym ekranie w filmie Hotel Adlon. Od 1963 regularnie występował w ekranizacjach telewizyjnych i filmowych. W latach 1997–2006 dyrektor Theater in der Josefstadt w Wiedniu.
Dwukrotnie żonaty z niemiecką aktorką Susanne Cramer oraz małżonek Karin Baal. W 2011 poślubił Elisabeth Gürtler-Mauthner.

## Filmografia (wybrana)
- Salzburger Geschichten (1956)
- Herrscher ohne Krone (1957)
- Die Halbzarte (1958)
- Die schöne Lügnerin (1959)
- Immer will ich dir gehören (1960)
- Blond muß man sein auf Capri (1961)
- Das siebente Opfer (1964)
- Das Kriminalmuseum (1967)
- Babeck (1968)
- Liliom (1971)
- Der Alte (1974)
- Die Flucht ohne Ende (1985)
- Zucker – Eine wirklich süße Katastrophe (1989)
- Harms (2013)